# Таллапуса (река)
Таллапуса (англ. Tallapoosa River) — река в США в штатах Джорджия и Алабама. Длина реки — 431 км, площадь водосборного бассейна — 11 700 км².
Начинается в районе Пидмонт на западе Джорджии, к западу от Атланты, и течёт на юго-запад, впадая в более крупную реку Куса к северу от Монтгомери. Её единственный крупный приток — Литл-Таллапуса, впадает в неё примерно на полпути. Весь водосборный бассейн, за исключением нижней части, находится в Пидмонте Алабамы и Джорджии. Водопады в Талласси, главном городе на Таллапусе, примерно в 43 милях вверх по течению от её устья, и крутой уклон над последним препятствуют использованию реки для судоходства. Три частные плотины ГЭС (плотина Мартина, Йейтс и Терлоу) выше Талласси запрудили Таллапусу, создав водохранилища, включая водохранилище Мартин, для регулирования реки, выработки электроэнергии и отдыха.
Название Таллапуса имеет крикское происхождение, и до XIX века вдоль берегов нижнего течения реки располагалось множество индейских деревень. Битва при Хорсшу-Бенд во время Крикской войны (1814) произошла недалеко от того места, где сейчас находится северная оконечность озера Мартин, к северу от Дейдвилла. В память об этой битве, в которой Эндрю Джексон разбил индейцев криков, был создан Национальный военный парк Хорсшу-Бенд (1956).